# Helgenæs Sparekasse
56°7′58.33″N 10°30′41.83″Ø / 56.1328694°N 10.5116194°Ø
Helgenæs Sparekasse er en sparekasse beliggende på Helgenæs, Danmark. Helgenæs Sparekasse har drevet sparekassevirksomhed siden 1869.
Sparekassen er en mindre sparekasse og har kun åbent to dage om ugen. Sparekassen ligger i en præstegård i Stødov på Helgenæs.
19. december 2012 meddelte sparekassen at den pr. 1. januar 2013 fusionerer med Rønde Sparekasse og hermed ophører som selvstændigt pengeinstitut.

## Eksterne links
Helgenæs Sparekasse Arkiveret 11. juni 2013 hos  Wayback Machine

## kilder
1. ↑  "Forsidenyt på sparekassens hjemmeside". Arkiveret fra originalen 11. juni 2013. Hentet 20. december 2012.